# Haplogroupe C1a1

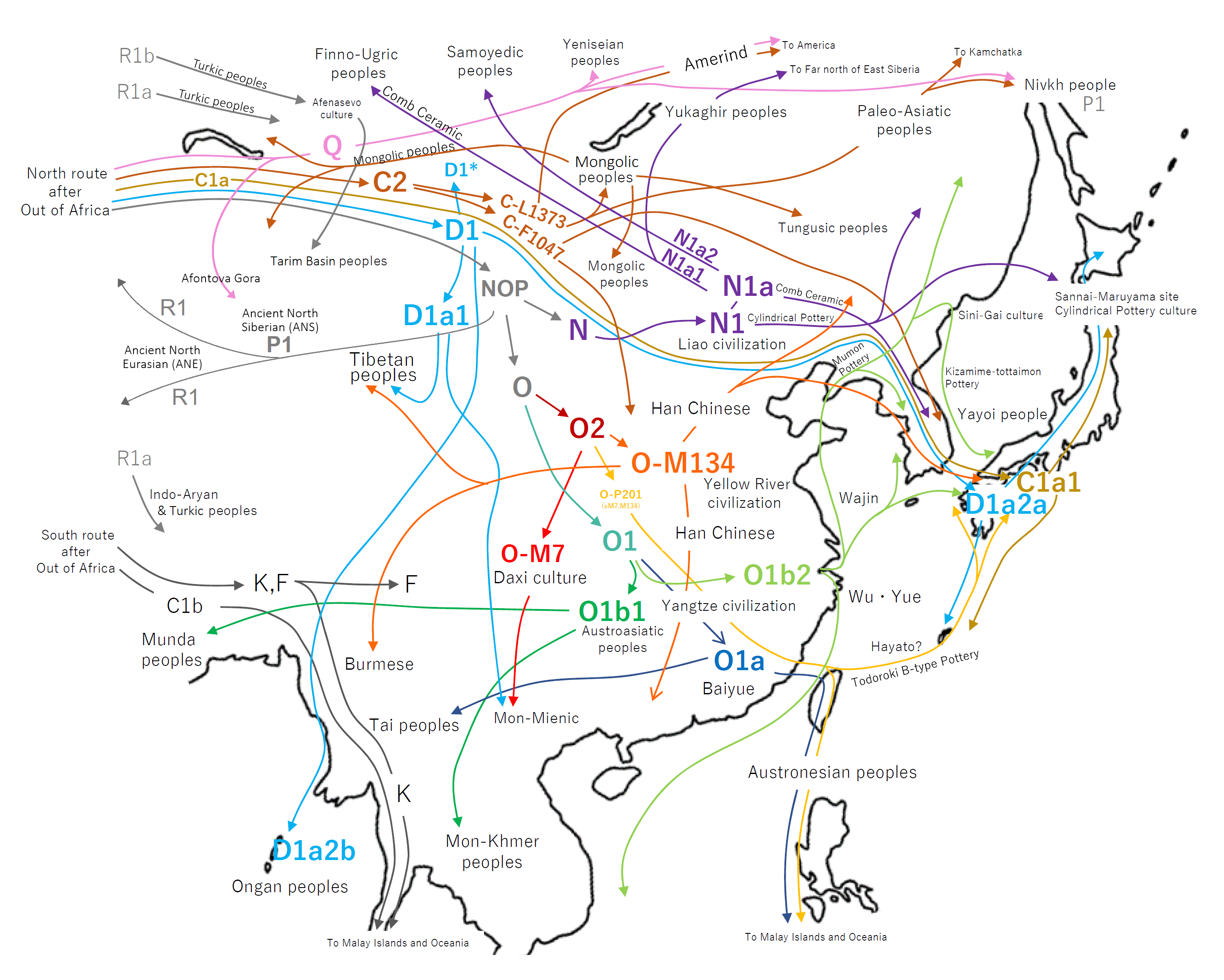
Les migrations par haplogroupe en Asie de l'Est

En génétique humaine, l'haplogroupe C1a1 (aussi appelé C-M8) est un haplogroupe du chromosome Y. L'haplogroupe C1a1 est le groupe-frère de l'haplogroupe C1a2 (ou C-V20). A eux deux, ils constituent les branches majeures de l'haplogroupe C1a, elle-même sous-clade du C1 et plus généralement de l'haplogroupe C.

## Origine
Le Dernier ancêtre commun (DAC) avec son groupe frère C1a2 date de 40 000 à 50 000 ans. La diffusion du C1a1 et de ses sous-clades est estimée aux alentours de 12 000 ans avant présent, coïncidant avec le début approximatif de la période Jōmon et de ses chasseurs-cueilleurs. Il a en effet été retrouvé chez des individus du peuple Jōmon et serait lié aux flux migratoires venant du sud via les multiples îles de l'archipel Nansei et Taïwan. De fait, juste avant que la dernière période glaciaire touche à sa fin, celles-ci étaient directement reliée par un pont de terre au continent. Cependant, il est impossible d'affirmer avec certitude les routes migratoires empruntées par les individus du C1a1, une autre hypothèse pouvant être une arrivée par la Corée ; la seule certitude étant que cet haplogroupe est quasiment exclusif à l'archipel Japonais.
Le C1a1 est considéré comme étant l'un des haplogroupes courants parmi le peuple Jōmon (environ 30% voire plus), avec le D1a2a, le D1a1, le C2, le K et le F.

## Distribution
Selon des études génétiques récentes sur les origines du peuple japonais, il a été trouvé sur environ 6% (entre 2.3% et 16.7%) des individus masculins pris au Japon et est considéré comme l'haplogroupe du chromosome Y correspondant aux peuples de la période Jōmon (période mésolithique japonaise),.
Partout ailleurs, il n'a été observé dans des études académiques que chez un unique individu venant de la province de Jeju en Corée du Sud. En ajoutant à cela les individus ayant fait des tests d'analyses généalogiques commerciales, il a également été retrouvé très rarement chez des individus originaires de Corée et de Chine,,,,

### Fréquence au Japon
Voici la fréquence du C1a1 dans les échantillons au Japon selon les différentes régions:
- Okinawa 9.0% (4.4%[13] - 16.7%[14])[15]
- Kagawa: 8.5%[16]
- Tokyo 7.1%[2]
- Miyazaki 6.5% (de 0/29 = 0% Misato à 2/8 = 25% Aya, ou 28/291 = 9.6% Western Miyazaki, 22/349 = 6.3% Northern Miyazaki, 27/488 = 5.5% Central Miyazaki, 6/141 = 4.3% Southern Miyazaki)[17]
- Tokushima 6.3% (5.7%[18] - 10.0%[4])
- Osaka 6.2%[7]
- Fukuoka 5.9%[18]
- Kawasaki 5.6%[18]
- Shizuoka 4.9%[4]
- Sapporo 4.1% (3.4%[18] - 4.6%[18])
- Kanazawa 4.0% (3.4%[18] - 4.7%[18])
- Aomori 3.8% (2.5%[14] - 7.7%[4])
- Nagasaki 3.3%[18]
- Saga 2.3%[14]

## Schéma général
| Haplogroupes du chromosome Y (Y-ADN) |                                          |   |   |    |    |    |    |    |   |     |     |     |     |    |    |    |    |     |     |     |    |    |   |
|                                      | Plus récent ancêtre patrilinéaire commun |   |   |    |    |    |    |    |   |     |     |     |     |    |    |    |    |     |     |     |    |    |   |
|                                      | A                                        |   |   |    |    |    |    |    |   |     |     |     |     |    |    |    |    |     |     |     |    |    |   |
|                                      |                                          |   |   | BT |    |    |    |    |   |     |     |     |     |    |    |    |    |     |     |     |    |    |   |
|                                      |                                          | B | B | B  | CT | CT |    |    |   |     |     |     |     |    |    |    |    |     |     |     |    |    |   |
|                                      |                                          |   |   | DE | DE | CF | CF | CF |   |     |     |     |     |    |    |    |    |     |     |     |    |    |   |
|                                      |                                          |   | D | E  |    | C  | C  | F  | F | F   |     |     |     |    |    |    |    |     |     |     |    |    |   |
|                                      |                                          |   |   |    |    |    | G  | H  | H | IJK | IJK | IJK | IJK |    |    |    |    |     |     |     |    |    |   |
|                                      |                                          |   |   |    |    |    |    |    |   | IJ  | K   | K   | K   | K  | K  | K  |    |     |     |     |    |    |   |
|                                      |                                          |   |   |    |    |    |    |    | I | J   |     |     | LT  | K2 | K2 | K2 | K2 | K2  | K2  |     |    |    |   |
|                                      |                                          |   |   |    |    |    |    | I1 |   |     |     | L   | T   |    | MS | MS | MS | MS  | P   | P   | P  | NO |   |
|                                      |                                          |   |   |    |    |    |    |    |   |     |     |     |     |    | M  | S  |    | Q   | R   | R   |    | N  | O |
|                                      |                                          |   |   |    |    |    |    |    |   |     |     |     |     |    |    |    |    |     | R1  | R1  | R2 |    |   |
|                                      |                                          |   |   |    |    |    |    |    |   |     |     |     |     |    |    |    |    | R1a | R1a | R1b |    |    |   |
|                                      |                                          |   |   |    |    |    |    |    |   |     |     |     |     |    |    |    |    |     |     |     |    |    |   |